# Münchner Kammerspiele
La Münchner Kammerspiele (Teatro da camera di Monaco) è uno dei teatri di Monaco di Baviera.

## Architettura
L'edificio venne costruito nel 1900-01 su progetto di Richard Riemerschmid, esponente dello Jugendstil. Gli attrezzi di scena vennero creati invece da Max Littmann. L'interno del teatro è anch'esso in stile liberty. Le pareti sono color rosso acceso, mentre il soffitto è verde, con sei architravi in stucco e decorazioni floreali. I lampadari sono a forma di bocciolo. Il sipario decorato venne realizzato nel 1971. I foyer e la biglietteria rispecchiano lo stile utilizzato per il resto del teatro.

## Rappresentazioni
Già dalle prime rappresentazioni, il teatro si distinse per scegliere opere destinate a fare scalpore. Qui infatti venne messa in scena l'opera di Frank Wedekind, Risveglio di primavera. Questo tipo di tradizione, ovvero di ospitare rappresentazioni del teatro d'avanguardia, è continuata anche nel dopoguerra, fino a giorni nostri. Qui, inoltre, hanno recitato o rappresentato le proprie opere, i maggiori attori e scrittori teatrali di lingua tedesca.